# Janne Ojanen
Janne Juhani Ojanen (Tampere, 9 aprile 1968) è un ex hockeista su ghiaccio finlandese.

## Palmarès

### Olimpiadi invernali
- Argento a Calgary 1988
- Bronzo a Lillehammer 1994

### Mondiali
- Oro a Svezia 1995
- Argento a Cecoslovacchia 1992
- Argento a Italia 1994

### Mondiali Juniores
- Oro a Cecoslovacchia 1987
- Bronzo a Unione Sovietica 1988